# Chromadora bipapillata
Chromadora bipapillata är en rundmaskart som beskrevs av Heinrich Micoletzky 1922. Chromadora bipapillata ingår i släktet Chromadora och familjen Chromadoridae. Inga underarter finns listade i Catalogue of Life.